# Prosotas butea
Prosotas butea är en fjärilsart som beskrevs av De Nicéville 1884. Prosotas butea ingår i släktet Prosotas och familjen juvelvingar. Inga underarter finns listade i Catalogue of Life.